# 동남원 나들목
동남원 나들목(E.Namwon IC)는 전북특별자치도 남원시 산동면 부절리에 설치된 광주대구고속도로의 18번 교차로이다. 기존 남장수 나들목을 대체하기 위해 2015년 11월 12일에 개통되었다.

## 연혁
- 2007년 9월 10일 : 88올림픽고속도로 담양 ~ 성산 구간 왕복 4차로 확장 공사로 나들목 신설을 위해 남원시 도시계획구역 교통광장에 산동면 부절리 일원을 남장수 나들목으로 고시[1]
- 2010년 6월 3일 : 요금소 위치 변경을 위해 남원시 도시계획구역 교통광장 면적 변경[2]
- 2015년 11월 12일 : 나들목 신설 개통과 함께 동남원 나들목으로 영업 개시

## 구조물 정보
- 위치: 전북특별자치도 남원시 산동면 부절리
- 영업소: 전북특별자치도 남원시 산동면 광주대구고속도로 62

## 접속하는 도로
- 남장로 (구 88올림픽고속도로)
- 간접 연결 : 장수로 (국도 제19호선, 지방도 제743호선) (남장수 교차로 이용)

## 교통량 정보
| 요금소          | 통행량 (대/일) | 통행량 (대/일) | 통행량 (대/일) | 통행량 (대/일) | 통행량 (대/일) | 각주  |
| 요금소          | 2015년         | 2016년         | 2017년         | 2018년         | 2019년         | 각주  |
| --------------- | -------------- | -------------- | -------------- | -------------- | -------------- | ----- |
| 동남원 (폐쇄식) | 1,044          | 840            | 831            | 819            | 849            | [ 3 ] |